# 孙六镇
孙六镇，是中华人民共和国河南省商丘市民权县下辖的一个乡镇级行政单位。

## 行政区划
孙六镇下辖以下地区：
孙北村、焦老家村、孙南村、刘炳庄村、伏土山村、祝胡同村、荣庄村、皇甫叉楼村、朱洼村、杨均平村、李坤候村、六卜村、贾北村、花子王村、吴连庄村、王楼村、刘心庄村、程庄村、洪庄村、唐王庄村、贾南村、刘六口村、赵西庄村、龙门寨村、后庙村和任庄村。